# دوغلاس أسيس
دوغلاس أسيس هو لاعب كرة قدم برازيلي في مركز الدفاع، ولد في 1985 في ريو دي جانيرو في البرازيل. لعب مع نادي ماكاي.

## وصلات خارجية
- دوغلاس أسيس على موقع قاعدة بيانات كرة القدم.إي يو (الإنجليزية)
- دوغلاس أسيس على موقع Soccerway.com (الإنجليزية)